# Концерт для фортепіано з оркестром № 13 (Моцарт)
Концерт для фортепіано з оркестром № 13 До мажор (KV 415) Вольфганга Амадея Моцарта написаний 1782-1783 року у Відні.
Складається з трьох частин:
1. Allegro
2. Andante
3. Allegro